# Église Santa Maria la Bruna

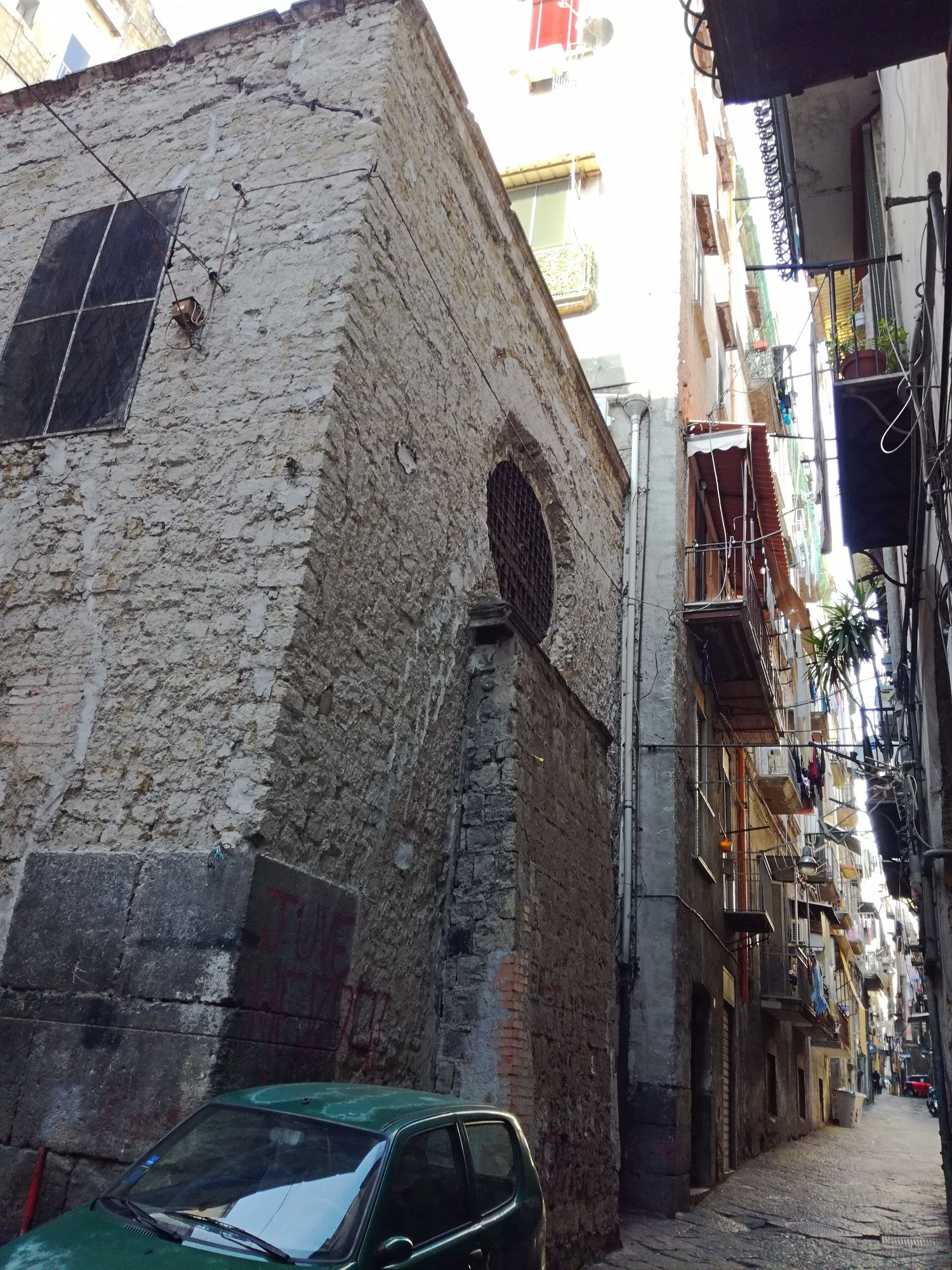
Extérieur de l'église.

L'église Santa Maria la Bruna (Sainte-Marie-la-Brune), dite du vicolo Scassacocchi, est une église du centre historique de Naples.

## Histoire et description
Cette église baroque fondée par la famille Caraccioli est dédiée à la Vierge et à l'origine administrée par la congrégation des Scassacocchi. Le toponyme est dû aux coups que les carosses donnaient contre les murs à cause de l'étroitesse de la rue menant à la via Tribunali.
L'intérieur rectangulaire est dans un état de grande dégradation. Les murs extérieurs sont privés de modénature et ouverts de fenêtres de diverses dimensions. L'une d'entre elles possède encore des restes d'ornementations baroques. L'église est fermée depuis de nombreuses années.

## Source de la traduction
- (it) Cet article est partiellement ou en totalité issu de l’article de Wikipédia en italien intitulé « Chiesa di Santa Maria la Bruna a vicolo Scassacocchi » (voir la liste des auteurs).